# Třebihošť
Třebihošť (deutsch Trzebihoscht) ist eine Gemeinde in Tschechien. Sie gehört zum Okres Trutnov.

## Geschichte
Die dauerhafte Besiedlung des Gebiets begann im 4. Jahrhundert, während Třebihošť 1238 erstmals urkundlich erwähnt wurde. 1584 wurde eine Holzkirche im Ortsteil Zvičina errichtet, die 1706 durch eine neue ersetzt wurde. 1822 wurde die örtliche Kapelle Mariä Himmelfahrt eröffnet, die 1900 um ein zweites Kirchenschiff ergänzt wurde. Anfang des 19. Jahrhunderts wuchs das Dorf rasch auf über 1000 Einwohner an. Auch bildeten sich die Baumwollherstellung, Leinenweberei sowie die Herstellung von Glasperlen als Wirtschaftszweige Třebihošťs. Nach der Entstehung von Gemeinderäten 1848 wurde zwei Jahre später Antonín Vondrouš zum ersten Bürgermeister von Třebihošť ernannt. 1891 eröffnete im Dorf ein Gasthaus. Mitte des 20. Jahrhunderts halbierte sich die Bevölkerung der Gemeinde aufgrund vom Zweiten Weltkrieg und der darauffolgenden Vertreibung der Deutschen aus der Tschechoslowakei. 1991 wurde der Tiefpunkt der Einwohnerzahl mit 365 erreicht, seitdem wächst Třebihošť wieder.

## Ortsteile
- Třebihošť
- Dolní Dehtov
- Horní Dehtov
- Zvičina mit St. Johannes Nepomuk (Zvičina)

## Bevölkerungsentwicklung
| Jahr      | 1811 | 1869 | 1880 | 1890 | 1900 | 1910 | 1921 | 1930 | 1950 | 1961 | 1970 | 1980 | 1991 | 2001 | 2011 | 2021 |
| --------- | ---- | ---- | ---- | ---- | ---- | ---- | ---- | ---- | ---- | ---- | ---- | ---- | ---- | ---- | ---- | ---- |
| Einwohner | 566  | 1613 | 1539 | 1503 | 1427 | 1349 | 1214 | 1159 | 625  | 573  | 509  | 394  | 365  | 369  | 416  | 442  |

## Sehenswürdigkeiten
- Kapelle Mariä Himmelfahrt[3]
- Weltkriegsdenkmal

## Galerie

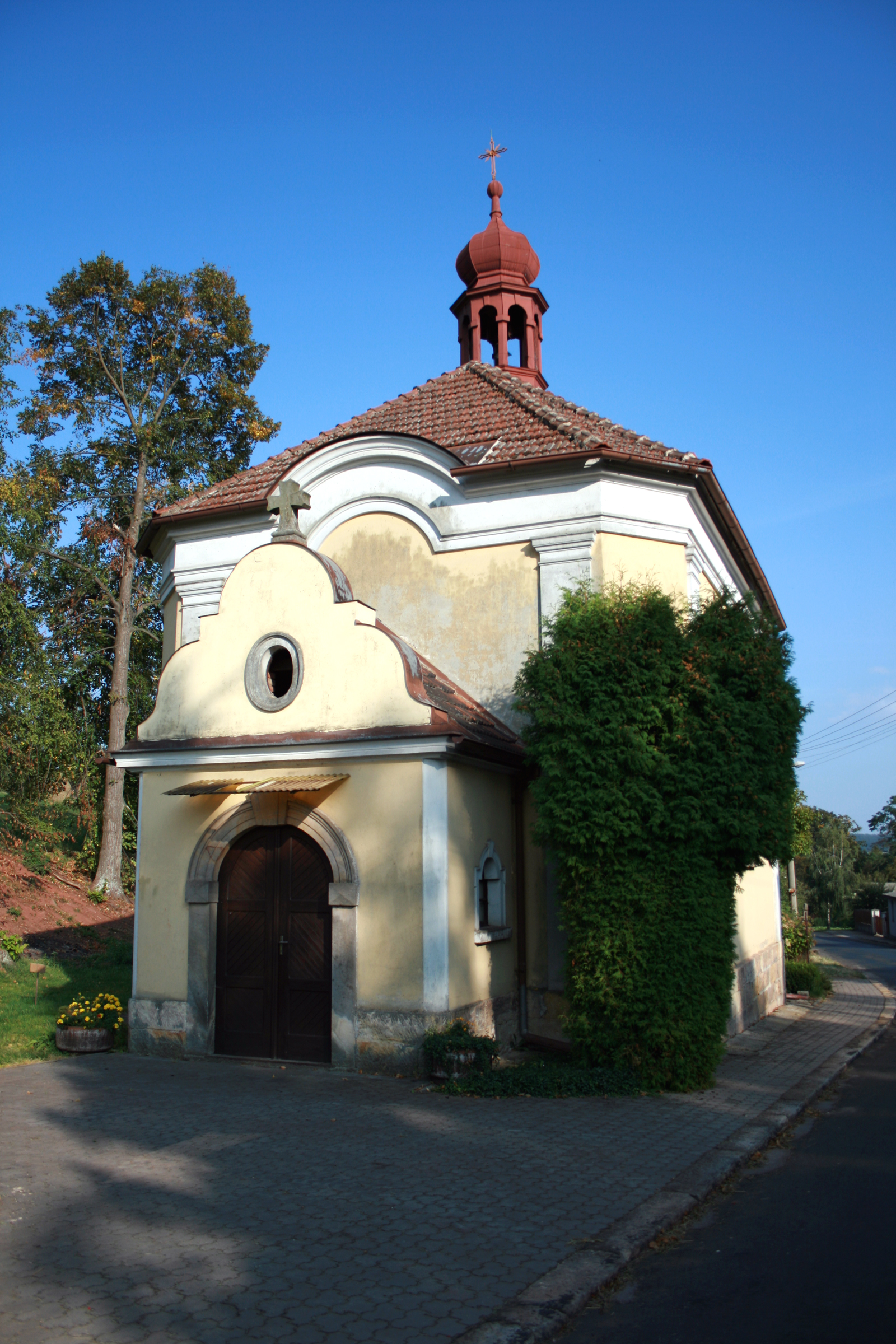
Kapelle Mariä Himmelfahrt
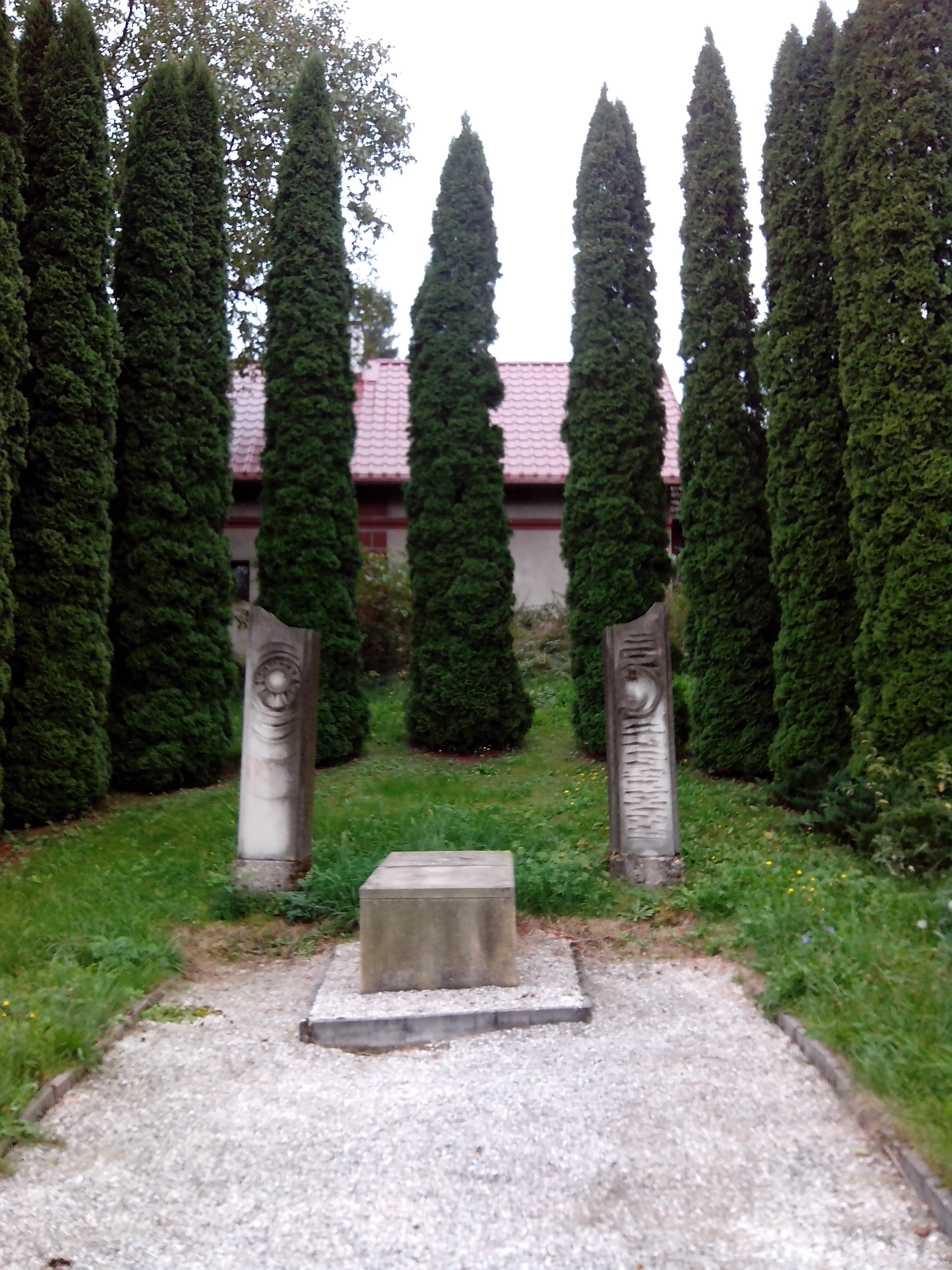
Weltkriegsdenkmal
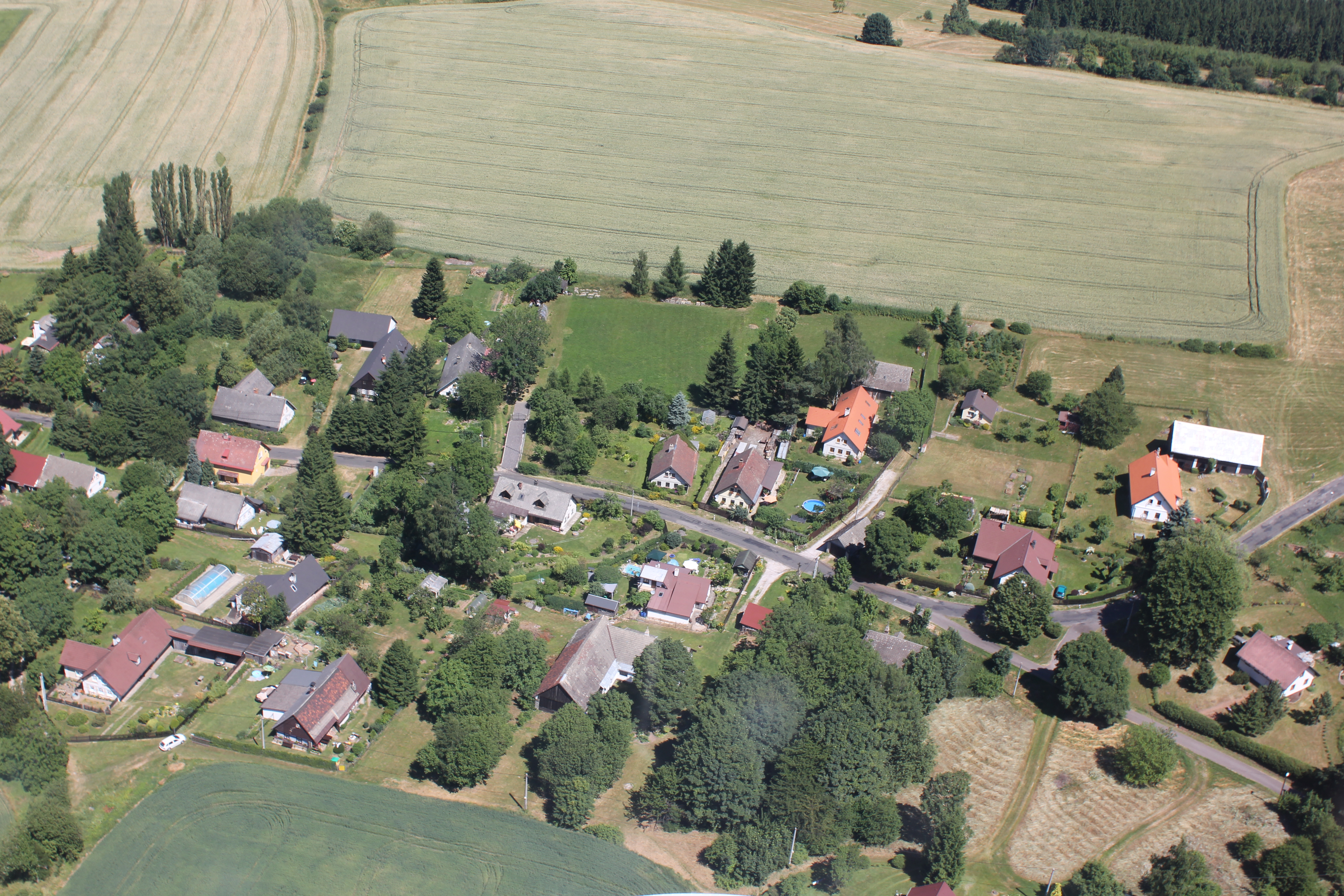
Luftbild vom Ortsteil Zvičina